# 珠久美穂子
珠久 美穂子（しゅく みほこ、1977年9月18日 - ）は、近畿地方を拠点にタレント活動をしている日本のラジオパーソナリティ。
大阪府出身。BLUE SPLASH所属。2000年にエフエム大阪の『Hit Street Midnight Special』でDJデビューした。

## 人物
ニックネームはシュクちゃん。
毎日放送アナウンサーの上田悦子とタレントの鈴木紗理奈は、学生時代の同級生である。

## 出演

### ラジオ番組

#### エフエム大阪
- COUNTDOWN KANSAI（2001年4月 - 2002年3月）
- Weekend Gallery（2002年4月 - 2003年9月）
- pop up inc.（2003年4月 - 2005年3月）
- HOME MADE MORNING（2005年4月 - 2006年9月）
- MUSIC COASTER（2006年10月 - 2010年9月） - 2006年10月から2007年9月までは金曜を、その後は庄司悟とともに月曜・火曜を担当
- JRAサウンドコース（2007年1月 - 2009年3月）
- 青春のうたものがたり（2009年10月 - 2011年12月） - 初代パーソナリティ
- 珠久美穂子の、気分はバーディーラッシュ!（2010年10月2日 - 2011年9月24日）
- サタ☆スポ！（製作：JFNC、2011年10月1日 - 2022年9月24日）
- オッズパーク！ビッグバンラジオ！（2017年5月 - 2020年3月）
- Marché Coucou（2018年4月 - ）
- SND garden〜STOP! NAGARA DRIVING PROJECT（2020年8月 - ）
- Game Changer（2020年12月 - 2022年1月）

#### Kiss FM KOBE
- alohe食堂（2012年4月 - 2015年3月） - 木曜・金曜担当
- KOKO→DOKO!?（2015年4月 - 2016年9月） - 水曜・木曜担当
- @eee-z（2016年10月 - 2017年9月） - 水曜・木曜担当
- Viva la radio（2017年10月 - ）
- メンテナンスサロン巡りのき presents 美穂子と岬の「おしゃべりサロン」（2022年1月 - 6月）

#### その他
- ABCミュージックパラダイス（ABCラジオ、2001年10月 - 2009年3月） - 2006年3月までは浦川泰幸と共に土曜日、2006年4月から2008年3月までは岩本計介と共に木曜日、2008年4月からは岩本と共に月曜日を担当
- radio3 ALBUM TOP 20（レディオキューブFM三重、2005年4月 - 2006年3月）
- α-DAYLIGHT CALL（α-STATION、2005年4月 - 2015年3月） - 2012年3月までは土曜・日曜を、その後は土曜のみを担当
- ウラのウラまで浦川です（朝日放送ラジオ、2020年10月5日 - 2025年3月24日） - 月曜パートナー

### テレビ番組
- Sweet caf'e music（奈良テレビ）
- あさイチ!（読売テレビ）
- 旬！瞬！りんくう（J:COM りんくう） - メインMC[2]/ キャスター[6]
- A☆RINA SHOW（The MUSIC 272） - ナレーター[6]
- ベリータ（毎日放送） - リポーター[2]
- ちちんぷいぷい（毎日放送） - リポーター[2]
- Netflix Freaks（eo光テレビ） - ナレーター